# Indiano (costellazione)
L'Indiano (in latino Indus, abbreviato in Ind) è una piccola costellazione del cielo meridionale; la sua introduzione risale a Johann Bayer. La costellazione è figurativamente rappresentata con le fattezze di un indiano d'America con una lancia in mano.

## Caratteristiche

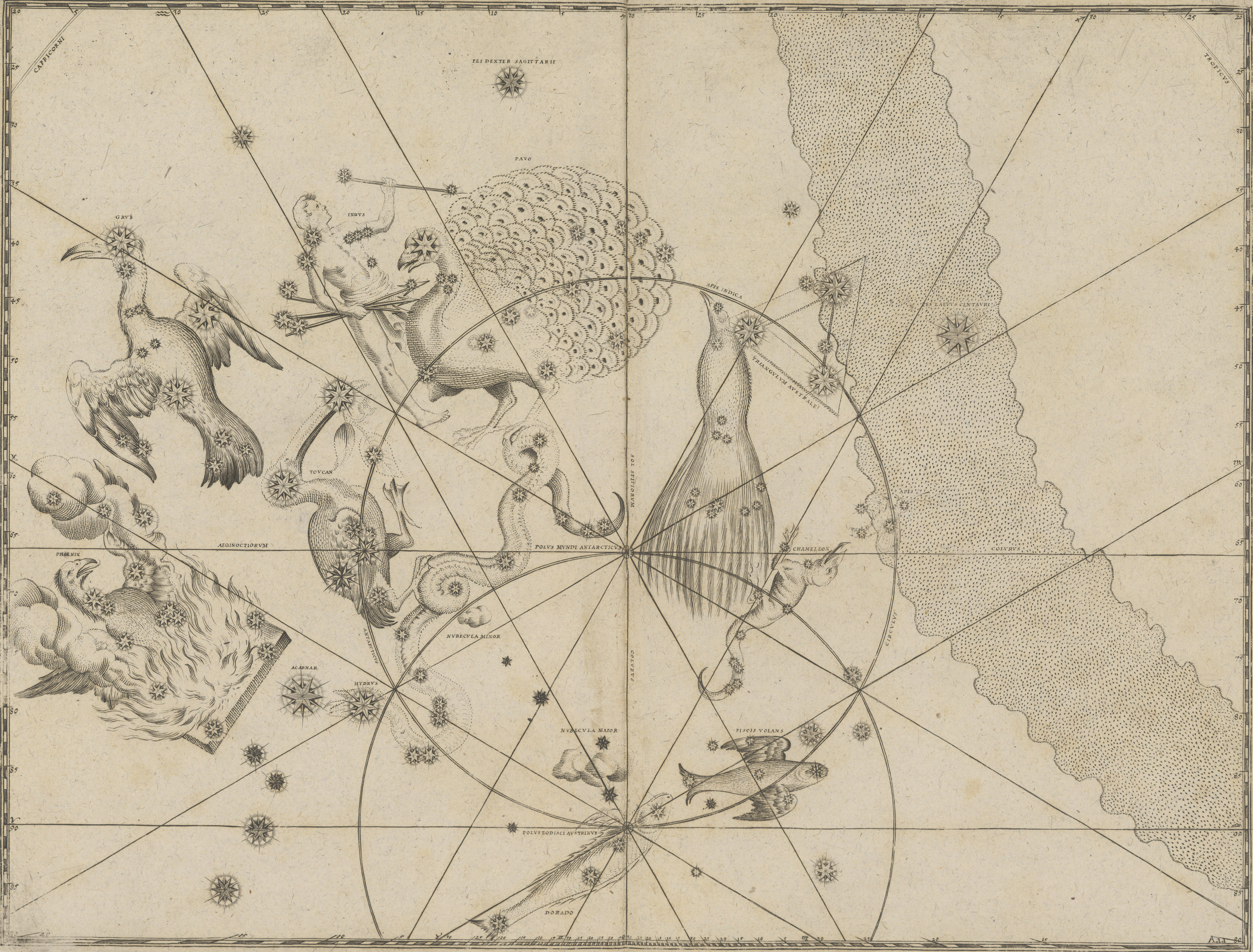
L'Uranometria di Bayer; l'Indiano è visibile in alto a sinistra fra la Gru e il Pavone.

L'Indiano è una piccola costellazione creata per raggruppare alcune stelle rimaste spaiate con la creazione di altre costellazioni adiacenti, come il Pavone. Può essere individuata grazie alla stella α Indi, di terza magnitudine e dunque osservabile anche nei cieli delle aree urbane, seppure con difficoltà; le costellazioni vicine semplificano la sua ricerca, in particolare la Gru, grazie alle sue brillanti stelle di prima e seconda magnitudine, situata ad est. La parte settentrionale dell'Indiano, con la stella α, è visibile anche alle latitudini medie boreali, mentre la parte meridionale raccoglie solo stelle di quinta grandezza e confina direttamente con l'Ottante, in cui ricade il polo sud celeste.
La sua osservazione per intero è possibile solo dall'emisfero australe, più la fascia immediatamente a nord dell'equatore; i mesi ideali per scorgerla nel cielo serale sono quelli che vanno da fine agosto a dicembre, nella fascia tropicale, mentre nelle aree temperate australi si presenta in massima parte circumpolare.

### Stelle principali
- α Indi (chiamata talvolta Il Persiano) è una gigante arancione di magnitudine 3,11, distante 101 anni luce; è la stella più brillante della costellazione.
- β Indi è una gigante arancione di magnitudine 3,67, distante 603 anni luce.

Fra le altre stelle spicca la ε Indi è una delle più vicine al sistema solare; è situata ad appena 11,82 anni luce di distanza dal Sole.

### Stelle doppie
Le stelle doppie presenti nella costellazione sono poco abbondanti e spesso molto deboli o difficili da risolvere con strumenti amatoriali.
- L'unica coppia di discreta facilità è la θ Indi, composta da due stelle bianche di quarta e sesta grandezza, separate da circa 6".

| Principali stelle doppie |                                          |                                          |             |             |                                 |        |
| Nome                     | Coordinate equatoriali all'epoca J2000.0 | Coordinate equatoriali all'epoca J2000.0 | Magnitudine | Magnitudine | Separazione (in secondi d'arco) | Colore |
| Nome                     | AR                                       | Dec                                      | A           | B           | Separazione (in secondi d'arco) | Colore |
| α Indi                   | 20h 37m 34s                              | -47° 17′ 30″                             | 3,11        | 12,5        | 67,4                            | ar + b |
| θ Indi                   | 21h 19m 52s                              | -53° 26′ 57″                             | 4,5         | 6,9         | 6,1                             | b + b  |

### Stelle variabili
Fra le poche stelle variabili dell'Indiano, spicca la variabile semiregolare T Indi, nella parte più settentrionale della costellazione, che quando è al massimo raggiunge la magnitudine 6,0, diventando visibile ad occhio nudo nelle notti più limpide; il suo periodo è lungo, sui 320 giorni circa.
Una Mireide è invece la S Indi, che in 400 giorni oscilla fra la settima e la quattordicesima grandezza.
| Principali stelle variabili |                                          |                                          |             |             |                  |                   |
| Nome                        | Coordinate equatoriali all'epoca J2000.0 | Coordinate equatoriali all'epoca J2000.0 | Magnitudine | Magnitudine | Periodo (giorni) | Tipo              |
| Nome                        | AR                                       | Dec                                      | Max.        | Min.        | Periodo (giorni) | Tipo              |
| S Indi                      | 20h 56m 23s                              | -54° 19′ 27″                             | 7,4         | 14,0        | 399,95           | Mireide           |
| T Indi                      | 21h 20m 09s                              | -45° 01′ 19″                             | 6,0         | 8,5         | 320:             | Semireg. pulsante |
| W Indi                      | 21h 14m 23s                              | -53° 01′ 35″                             | 9,40        | 11,50       | 243:             | Semireg. pulsante |
| X Indi                      | 21h 30m 28s                              | -53° 17′ 19″                             | 8,0         | 12,0        | 225,85           | Mireide           |

## Oggetti del cielo profondo
La fascia di cielo ricoperta dall'Indiano non è oscurata da polveri galattiche, così, nonostante le sue esigue dimensioni, si possono osservare alcune galassie; tuttavia sono per la gran parte piuttosto deboli, rendendosi necessario l'utilizzo di un telescopio amatoriale di medie dimensioni per poterle individuare.
IC 5152 e NGC 7049 sono le più appariscenti, e si individuano nella parte più settentrionale della costellazione; nel loro pressi sono presenti varie altre galassie meno luminose.
| Principali oggetti non stellari |                                          |                                          |                      |             |                                        |              |
| Nome                            | Coordinate equatoriali all'epoca J2000.0 | Coordinate equatoriali all'epoca J2000.0 | Tipo                 | Magnitudine | Dimensioni apparenti (in primi d'arco) | Nome proprio |
| Nome                            | AR                                       | Dec                                      | Tipo                 | Magnitudine | Dimensioni apparenti (in primi d'arco) | Nome proprio |
| NGC 7049                        | 21h 19m 00s                              | -48° 34′ :                               | Galassia lenticolare | 10,6        | 4,2 x 3,2                              |              |
| NGC 7090                        | 22h 36m 28s                              | -54° 33′ :                               | Galassia a spirale   | 11,0        | 7,1 x 1,0                              |              |
| IC 5152                         | 22h 02m 54s                              | -51° 17′ :                               | Galassia irregolare  | 10,2        | 5,1 x 3,2                              |              |

## Sistemi planetari
La costellazione contiene una stella, ρ Indi, attorno alla quale è stato scoperto un pianeta extrasolare la cui massa è oltre due volte superiore a quella di Giove.
| Sistemi planetari |                                          |                                          |             |                   |                              |
| Nome del sistema  | Coordinate equatoriali all'epoca J2000.0 | Coordinate equatoriali all'epoca J2000.0 | Magnitudine | Tipo di stella    | Numero di pianeti confermati |
| Nome del sistema  | AR                                       | Dec                                      | Magnitudine | Tipo di stella    | Numero di pianeti confermati |
| ρ Indi            | 22h 54m 40s                              | -70° 04′ 26″                             | 6,04        | Subgigante gialla | 1 (b)                        |